# Zeila (district)

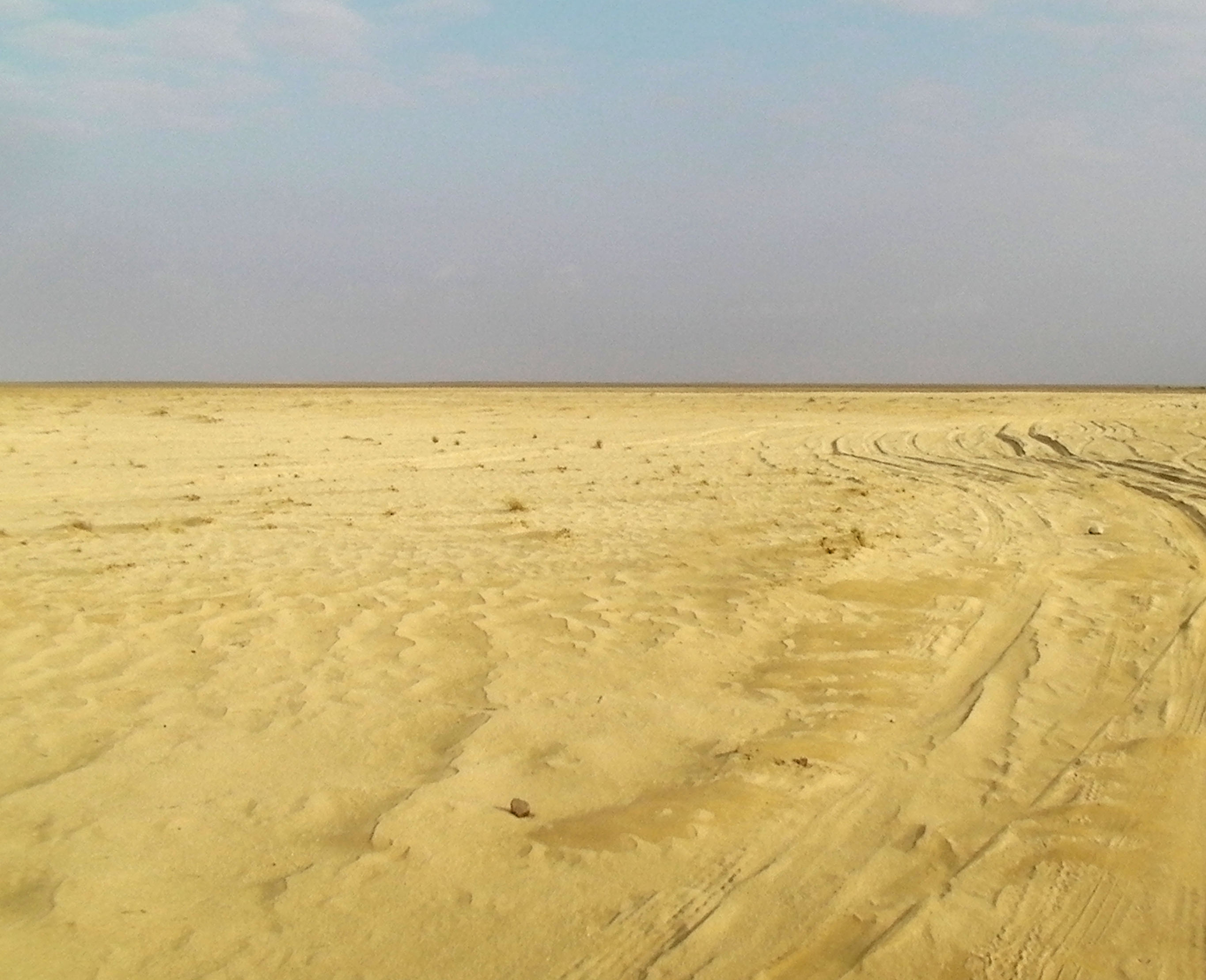
De 'Vlakte des doods' in Awdal

Het District Zeila (Somalisch: Saylac, Arabisch: زيلع. Ook: Seelaac, Séyla‘, Seylac, Zayla, Zeyla, Zeylac, Zeïla) is een van de vier districten binnen de noordoostelijke regio Awdal in Somaliland, formeel behorend tot Somalië. De hoofdstad van dit district is Zeila. Het district ligt aan de Golf van Aden en grenst aan Djibouti en Ethiopië en aan twee andere districten van de regio Awdal: Borama en Lughaye.

## Beschrijving van het district
Het district Zeila bestaat grotendeels uit een kustvlakte genaamd 'Guban' (letterlijk: 'verbrand'). De Guban strekt zich oostwaarts uit tot voorbij Berbera in de regio Woqooyi Galbeed, maar is in Awdal en in het district Zeila het breedst en wordt hier ook wel Banka Mandaho of Banka Maandaaho genoemd, (‘de vlakte des doods’). Deze kustvlakte is berucht om haar harde en hete woestijnklimaat.
Beginnend op zeeniveau lopen deze vlaktes zeer langzaam omhoog om op ca. 75 km afstand van de kust een hoogte van ca 300 m te bereiken. Daar gaan ze over in een aride heuvelland, Ogo genaamd. Deze monotone vlaktes worden slechts onderbroken door talrijke seizoensgebonden wadi's, afkomstig van de Ogo-heuvels. De wadi's hebben brede zanderige beddingen en soms steile oevers. Als ze eenmaal de zee bereiken vormen ze ook kleine estuaria, lagunes en poelen waaromheen zich een typische vegetatie ontwikkelt. De wadi's kunnen na regenval in het binnenland overvloedige hoeveelheden water bevatten, maar staan meestal na enkele dagen weer droog. De jaarlijkse regenval fluctueert sterk en is in hoge mate onvoorspelbaar. Er worden gemiddelden gehanteerd van 57 – 93 mm, landinwaarts iets toenemend tot 200 mm.
Het gebied is belangrijke weidegrond voor nomaden, die ca. 65 % van de bevolking vormen. Slechts een minderheid van de bevolking is sedentair. De nomaden trekken rond met hun vee in een seizoensmigratie. In de Guban-kustvlaktes gaat het m.n. om schapen, gevolgd door geiten en kamelen. In de Ogo-heuvels zijn geiten het belangrijkste vee, gevolgd door schapen en kamelen. Gedurende het regenseizoen (de zgn. Heiz- of Hais-regens, van november-maart) nemen zowel de bevolking als het aantal stuks vee -nu ook runderen- enorm toe. Andere veehouders komen dan vanuit Ethiopië en andere delen van Somaliland waar dan just het lange droge seizoen, ‘Jilaal’ genoemd, heerst. De overbegrazing die het gevolg is van deze influx zet het ecosysteem onder druk en kan leiden tot ondervoeding en verzwakking bij bevolking en vee. De bevolking is nl. sterk afhankelijk van melk en andere dierlijke producten. In de jaren 2000 en 2001 deed de regering van Somaliland een beroep op internationale hulpverlening vanwege een hongersnood in de kustgebieden van de regio Awdal. In 2004-2005 was de situatie wederom precair. De schaarste aan hulpbronnen kan leiden tot spanningen en vraagt om veel inschikkelijkheid en overleg tussen de lokale gemeenschappen.
De dierenwereld van de Guban staat onder druk. Olifanten, neushoorns en zebra's zijn er al lang geleden uitgeroeid en de laatste 100 jaar is ook de resterende fauna sterk gereduceerd. De Beisa (Oost-Afrikaanse spiesbok) en Gerenoek (Girafgazelle) zijn lokaal uitgestorven. Met name in de jaren 1980-1990 tijdens de burgeroorlog zorgden de influx van wapens en soldaten voor een grote achteruitgang. De huidige fauna bestaat uit de Soemerringgazelles, Pelzeln's gazelles (een ondersoort van de Dorcasgazelle) en struisvogels. Ook Spekes gazelles, Gevlekte hyenas en trappen (bepaalde soort loopvogels) komen voor. Ten zuiden van Zeila en richting de Djiboutische grens ligt (formeel gesproken) nog immer het 4000 km2 grote Zeila Wildlife Reserve dat al tijdens de Britse koloniale overheersing tot stand kwam maar waar nimmer wetshandhaving plaatsvond; het kan daarom geacht worden niet langer te bestaan.
Aan de kust bij Tokhoshi wordt zout gewonnen. Voor de kust van het district liggen een paar onbewoonde eilandjes : Sacadin, Ceebaad (ook: Aibat Island) en de Mosheykh eilanden.
Het district Zeila heeft nauwelijks een wegennet, doch slechts een paar ruwe zandpaden die alleen voor auto's met vierwielaandrijving begaanbaar zijn. Vanaf de enige grensovergang met Djibouti (bij het plaatsje Lawyacado) leidt zo'n pad richting de districtshoofdstad Zeila en vandaar verder Somalië in. Vanwege deze slechte verbindingen maar ook vanwege clan-verwantschappen is de economie van het district Zeila meer verweven met die van Djibouti dan met de rest van Somalië/Somaliland.
Het district wordt voornamelijk bewoond door leden van de Issa.

## Nederzettingen
Het district Zeila heeft slechts een beperkt aantal permanente nederzettingen. Naast het hoofdplaatsje Zeila zijn dat Tokhoshi, Lawyacado, Caashacado, Haren, Ceel Gaal, Jidhi, Sheikh Awaare, Mashruuca Dibira Weyn, Abdol Ghadar en Xariirad (ook: Hariirad).